# Hanestad
Hanestad is een klein dorp in de Noorse gemeente Rendalen in fylke Innlandet. Het dorp ligt in het westen van de gemeente aan riksvei 3 en de spoorlijn Rørosbanen. Het dorp heeft een station en een houten kerk uit 1926.